# بربيت منقط التاج
بربيت منقط التاج (الاسم العلمي: Capito maculicoronatus) (بالإنجليزية: Spot-crowned Barbet)‏ هو نوع من الطيور يتبع جنس البربيت من الفصيلة البربيتية.